# Symmorphus paralleliventris
Symmorphus paralleliventris är en stekelart som beskrevs av Giordani Soika 1952. Symmorphus paralleliventris ingår i släktet vedgetingar, och familjen Eumenidae. Inga underarter finns listade i Catalogue of Life.